# Nekrolog 1800
Nekrolog
◄◄
| ◄
| 1796
| 1797
| 1798
| 1799
| 1800 | 1801 | 1802 | 1803 | 1804 | ► | ►►
Weitere Ereignisse | Allgemeiner Nekrolog 1800
Die Beschreibung der verstorbenen Person sollte so kurz wie möglich gehalten sein und nur deren signifikante Tätigkeit(en) enthalten.
Neue Namen ggf. auch unter dem Geburts- und Sterbedatum, also etwa unter 1. Januar und im Geburts- und Sterbejahr (2024) eintragen (nur bei entsprechender großer Wichtigkeit). Für Beispiele siehe die schon vorhandenen Artikel.
Außerdem über die fünf zuletzt Verstorbenen, zu denen es einen ausreichend guten Artikel für eine Präsentation auf der Hauptseite gibt, nach der todesbedingten Überarbeitung der Artikel ggf. auch unter Wikipedia Diskussion:Hauptseite informieren und sie am besten auch in den anderen Wikipedia-Sprachversionen eintragen. Tipp: Regelmäßig bei news.google.de nach „ist tot“, „gestorben“ oder „verstorben“ suchen.
Wenn eine Person gestorben ist, gibt es viele Seiten zu dieser Person in der Wikipedia, die davon auch betroffen sind und entsprechend aktualisiert werden müssen. Beispiele: Namenübersichtsseite, Geburtsjahr, Geburtsort-Seiten und viele mehr.
Wie finde ich die betroffenen Seiten?
Im Suchfeld auf der linken Seite gibt man den Suchbegriff so ein: „Vorname Nachname“. Dann klickt man auf Volltext und alle Seiten mit entsprechendem Suchtext werden aufgerufen. Hier sieht man dann schnell, wo auch das Todesjahr Sinn macht oder sogar ein Teil des Artikels angepasst werden muss. Auch hilft das „Werkzeug“ auf der linken Seite sehr gut, um solche Seiten aufzufinden: „Links auf diese Seite“. Somit ist die Wikipedia wieder aktuell in allen Bereichen! Hinweis: bei Eintragung der Kategorie „Gestorben JAHR“ wird der Missbrauchsfilter 49 ausgelöst, was jedoch nicht schlimm ist. Siehe: Spezial:Missbrauchsfilter/49
Dies ist eine Liste von im Jahr 1800 verstorbenen bekannten Persönlichkeiten. Die Einträge erfolgen innerhalb der einzelnen Daten alphabetisch sortiert. Tiere sind im Nekrolog für Tiere zu finden.

## Januar
| Tag        | Name                                 | Beruf, bekannt als | Alter | Beleg |
| ---------- | ------------------------------------ | --- | ----- | ----- |
| 2. Januar  | Christian Friedrich Helwing          | deutscher Buchhändler und Bürgermeister                                                                                   | 74    |       |
| 3. Januar  | Francesco Saverio Cristiani          | italienischer Kurienbischof und Sakristan des Apostolischen Palastes                                                      | 70    |       |
| 3. Januar  | Karl Wilhelm von Finckenstein        | preußischer Minister | 85    |       |
| 4. Januar  | Giovanni Battista Mancini            | italienischer Soprankastrat, Gesangslehrer und Schriftsteller                                                             | 86    |       |
| 5. Januar  | Ferdinand Woldrzich von Ehrenfreund  | böhmischer Jurist und Hochschullehrer                                                                                     | 62    |       |
| 6. Januar  | William Brownrigg                    | britischer Chemiker und Arzt                                                                                              | 88    |       |
| 6. Januar  | Friedrich Adolf Riedesel             | hessischer General im Amerikanischen Unabhängigkeitskrieg                                                                 | 61    |       |
| 8. Januar  | Hermann Johann von Benckendorff      | Major in der Kaiserlich-russischen Armee, Kreismarschall                                                                  | 48    |       |
| 9. Januar  | Jean-Étienne Championnet             | französischer General | 37    |       |
| 9. Januar  | Martin Ehlers                        | deutscher Reformpädagoge und Professor für Philosophie                                                                    | 68    |       |
| 10. Januar | Johan Wikmansson                     | schwedischer Komponist | 46    |       |
| 11. Januar | Jacob von Döhren                     | deutscher Silhouettenschneider, Illustrator und Schriftsteller                                                            |       |       |
| 12. Januar | Johann Christoph Vielstich           | deutscher Fayancehersteller                                                                                               |       |       |
| 13. Januar | Peter von Biron                      | Reichsgraf sowie Herzog von Kurland und Semgallen sowie Herzog von Sagan                                                  | 75    |       |
| 13. Januar | Dempsey Burges                       | US-amerikanischer Politiker                                                                                               |       |       |
| 13. Januar | Peter Christoph von Zitzewitz        | preußischer Offizier, zuletzt Generalmajor                                                                                | 78    |       |
| 14. Januar | Upton Sheredine                      | US-amerikanischer Politiker                                                                                               |       |       |
| 14. Januar | Michael Johann Friedrich Wiedeburg   | deutscher Organist, Musikpädagoge und Theologe                                                                            | 79    |       |
| 15. Januar | Wilhelm Schröder von Lilienhof       | k. k. Feldzeugmeister und Inhaber des Infanterie-Regiments No. 26                                                         |       |       |
| 16. Januar | Margaret Corbin                      | Soldatin des Amerikanischen Unabhängigkeitskriegs                                                                         | 48    |       |
| 16. Januar | Johann Christian Wiegleb             | deutscher Naturforscher und Apotheker                                                                                     | 67    |       |
| 17. Januar | Akera Kankō                          | japanischer Lyriker | 59    |       |
| 17. Januar | Maximilian Christoph von Rodt        | Bischof von Konstanz (1775–1799)                                                                                          | 82    |       |
| 18. Januar | Friedrich Ludwig von Wurmb           | deutscher Politiker und Finanzwirtschaftler                                                                               | 76    |       |
| 19. Januar | Johann Ludwig Ernst von Lyncker      | preußischer Kammerpräsident und Landrat                                                                                   | 68    |       |
| 20. Januar | Thomas Mifflin                       | US-amerikanischer Politiker und Generalmajor im Unabhängigkeitskrieg                                                      | 56    |       |
| 20. Januar | Johannes Mitterreither               | österreichischer Orgelbauer                                                                                               | 67    |       |
| 21. Januar | Jean-Baptiste Le Roy                 | französischer Universalgelehrter, Direktor der Académie royale des sciences und einer der Hauptbeiträger der Encyclopédie | 79    |       |
| 22. Januar | George Steevens                      | englischer Gelehrter und Herausgeber einer historischen Shakespeare-Gesamtausgabe                                         | 63    |       |
| 23. Januar | Edward Rutledge                      | britisch-amerikanischer Politiker und Unterzeichner der Unabhängigkeitserklärung der Vereinigten Staaten                  | 50    |       |
| 23. Januar | Johann Gottlieb Stephanie            | österreichischer Schauspieler, Dramatiker und Opernlibrettist                                                             | 58    |       |
| 26. Januar | Stephan Werner von Dewitz            | mecklenburg-strelitzer und mecklenburg-schweriner Geheimrats Präsident                                                    | 73    |       |
| 26. Januar | Justus Friedrich Froriep             | deutscher lutherischer Theologe und Orientalist                                                                           | 54    |       |
| 26. Januar | Leopold Heinrich von Quast           | preußischer Leutnant und Landrat                                                                                          | 57    |       |
| 26. Januar | Felix Matthäus Stupan von Ehrenstein | österreichischer Jurist                                                                                                   |       |       |
| 26. Januar | Johann Kaspar Thürriegel             | preußischer Spion und Kolonistenwerber in Diensten der spanischen Krone                                                   | 77    |       |
| 27. Januar | John Chapman                         | US-amerikanischer Politiker                                                                                               | 59    |       |

## Februar
| Tag         | Name                               | Beruf, bekannt als                                                                 | Alter | Beleg |
| ----------- | ---------------------------------- | ---------------------------------------------------------------------------------- | ----- | ----- |
| 1. Februar  | Joachim Gottlieb Schwabe           | deutsch-baltischer Pfarrer und Kalenderschriftsteller                              | 45    |       |
| 2. Februar  | Pieter Luchtmans                   | niederländischer Mediziner                                                         | 66    |       |
| 3. Februar  | Johann Karl August von Schultz     | preußischer Generalmajor und zuletzt Brigadier der südpreußischen Füsilier-Brigade | 62    |       |
| 4. Februar  | Charlotte Sophie Bentinck          | deutsche Adlige                                                                    | 84    |       |
| 4. Februar  | Franziska Lang                     | deutsche Soubrette, Tänzerin und Theaterschauspielerin                             | 53    |       |
| 6. Februar  | Peter Bondam                       | niederländischer Historiker und Jurist                                             | 72    |       |
| 8. Februar  | Ludwig von Terzi                   | kaiserlich-königlicher Feldzeugmeister, Reisebegleiter Kaiser Josephs II.          | 69    |       |
| 10. Februar | Vincenzo Maria Altieri             | Kardinal der katholischen Kirche                                                   | 75    |       |
| 16. Februar | Johann Daniel Ludwig von Reppert   | preußischer Landrat                                                                | 75    |       |
| 17. Februar | Johann Werner Streithorst          | evangelischer Theologe und Schriftsteller                                          | 53    |       |
| 18. Februar | Jean-Baptiste Perrée               | französischer Konteradmiral                                                        | 38    |       |
| 19. Februar | Jeremiah Crabb                     | US-amerikanischer Politiker                                                        |       |       |
| 19. Februar | Johann Eberhard Osiander           | deutscher evangelischer Theologe                                                   | 49    |       |
| 20. Februar | Anton von Aubleux                  | österreichischer Offizier                                                          |       |       |
| 20. Februar | Leopold Christoph von Schallenberg | österreichischer Adliger                                                           | 87    |       |
| 21. Februar | Christian Friedrich Schröder       | deutscher Schriftsteller                                                           | 49    |       |
| 22. Februar | Alexander Franz Joseph von Engel   | Bischof von Leoben                                                                 | 78    |       |
| 22. Februar | Even Hammer                        | norwegischer Wirtschaftswissenschaftler                                            | 67    |       |
| 22. Februar | Friedrich Ludwig Hess              | Schweizer Militärperson                                                            | 78    |       |
| 27. Februar | Marie Adélaïde de Bourbon          | Prinzessin von Frankreich und Navarra                                              | 67    |       |
| 27. Februar | Robert Brooke                      | Politiker Virginias und Freimaurer                                                 |       |       |

## März
| Tag      | Name                                 | Beruf, bekannt als | Alter | Beleg |
| -------- | ------------------------------------ | --- | ----- | ----- |
| 1. März  | Alexander Wildermeth                 | Schweizer Ratsherr, Schaffner, Salzdirektor und Meier | 62    |       |
| 3. März  | Johann Peter Berg                    | deutscher evangelischer Theologe und Orientalist | 62    |       |
| 3. März  | Ferdinand Joseph von Fürstenberg     | Domherr in Hildesheim, Münster und Paderborn | 61    |       |
| 4. März  | Johann Friedrich von Kageneck        | österreichischer Diplomat | 58    |       |
| 7. März  | Philipp von Gemmingen                | nassau-usingenscher Regierungsrat und sachsen-gothaischer Legationsrat beim Reichskammergericht in Wetzlar und Komitialgesandter mehrerer Herrschaften beim Reichstag in Regensburg | 62    |       |
| 8. März  | Carl Christoph Besser                | deutscher Architekt und Baumeister |       |       |
| 9. März  | Dominique Della-Maria                | französischer Komponist | 30    |       |
| 9. März  | Friedrich Wilhelm von Erdmannsdorff  | deutscher Architekt und Architekturtheoretiker | 63    |       |
| 11. März | Carl Adrian von Arnstedt             | preußischer Gutsherr und Beamter | 83    |       |
| 11. März | Friedrich Karl Gottlob Hirsching     | deutscher Lexikograph | 37    |       |
| 14. März | Carl Schütz                          | österreichischer Kupferstecher | 54    |       |
| 17. März | Joachim Christian von Blumenthal     | preußischer Politiker, Minister beim Generaldirektorium | 79    |       |
| 19. März | Joseph de Guignes                    | französischer Orientalist | 78    |       |
| 20. März | Emmanuel Céleste de Durfort          | französischer Adliger und Militär | 58    |       |
| 20. März | Gottlob Nathanael Fischer            | deutscher Pädagoge und Theologe | 52    |       |
| 20. März | Clemens August von Ketteler          | Domherr in Osnabrück, Worms und Münster sowie weltlicher Würdenträger im Hochstift Münster                                                                                          | 79    |       |
| 21. März | William Blount                       | US-amerikanischer Politiker | 50    |       |
| 23. März | Charles Preston                      | britischer Major |       |       |
| 23. März | Johann Adam Wening                   | deutscher Pfarrer und Schriftsteller |       |       |
| 25. März | Friedrich Adam Julius von Wangenheim | deutscher Dendrologe | 51    |       |
| 26. März | Marc-René de Montalembert            | französischer Ingenieur für Waffentechnik und Festungsbau | 85    |       |
| 29. März | Johann Anton Renner                  | aargauischer Politiker | 56    |       |
| März     | Samuel Wharton                       | US-amerikanischer Politiker | 67    |       |

## April
| Tag       | Name                                             | Beruf, bekannt als                                                                            | Alter | Beleg |
| --------- | ------------------------------------------------ | --------------------------------------------------------------------------------------------- | ----- | ----- |
| 4. April  | Karl Friedrich Ernst Truchseß von Waldburg       | preußischer Generalmajor, Chef des Kürassierregiments Nr. 4                                   | 56    |       |
| 5. April  | Antoine-Frédéric Larguier des Bancels            | französischer Kaufmann, Reeder und Sklavenhändler                                             | 30    |       |
| 8. April  | Andrea Gioannetti                                | Erzbischof von Bologna und Kardinal                                                           | 78    |       |
| 9. April  | Johann Philipp Geigel                            | deutscher Baumeister am Übergang vom Barock zum Klassizismus                                  |       |       |
| 19. April | Jean-Antoine Marbot                              | französischer Divisionsgeneral der Infanterie und Politiker, Mitglied der Nationalversammlung | 45    |       |
| 19. April | Jean-Rodolphe Vautravers                         | schweizerisch-englischer Naturforscher und Kunsthändler                                       | 76    |       |
| 20. April | Peleg Sprague                                    | US-amerikanischer Politiker                                                                   | 43    |       |
| 21. April | Diederich Georg Babst                            | deutscher Schriftsteller                                                                      | 58    |       |
| 21. April | Johann Philipp Högl                              | österreichischer Stadt-Steinmetzmeister in Wien                                               | 44    |       |
| 21. April | Johan August Meijerfeldt der Jüngere             | schwedischer Feldmarschall                                                                    | 74    |       |
| 21. April | Wilhelm Alexander Schwollmann                    | deutscher evangelischer Theologe                                                              | 66    |       |
| 22. April | Johann Ludwig Ambühl                             | Schweizer Verwaltungsbeamter und Schriftsteller                                               | 50    |       |
| 22. April | Karl Wilhelm Hennert                             | deutscher Forstmann                                                                           | 61    |       |
| 23. April | Abraham Gagnebin                                 | Schweizer Mediziner und Naturforscher                                                         | 92    |       |
| 25. April | Ezekiel Cornell                                  | US-amerikanischer Politiker                                                                   |       |       |
| 25. April | William Cowper                                   | englischer Dichter                                                                            | 68    |       |
| 25. April | Abel Seyler                                      | deutscher Schauspieldirektor                                                                  | 69    |       |
| 26. April | Maximilian Friedrich von Gaffron und Oberstradam | preußischer Landrat                                                                           | 72    |       |
| 28. April | Jewstignei Ipatowitsch Fomin                     | russischer Komponist                                                                          | 38    |       |
| 28. April | Jan Karel Killar                                 | böhmischer Brauer sowie Autor und Patriot                                                     |       |       |
| 29. April | Johann Christian Fischer                         | deutscher Komponist und Oboist                                                                |       |       |
| April     | Johann Kaspar von Lippert                        | bayerischer Verwaltungsjurist, Historiker und Hochschullehrer                                 | 70    |       |

## Mai
| Tag     | Name                                  | Beruf, bekannt als                                                  | Alter | Beleg |
| ------- | ------------------------------------- | ------------------------------------------------------------------- | ----- | ----- |
| 1. Mai  | Philippine von Brandenburg-Schwedt    | Prinzessin von Preußen, durch Heirat Landgräfin von Hessen-Kassel   | 54    |       |
| 4. Mai  | Christine Boyer                       | erste Ehefrau von Lucien Bonaparte, Napoléons jüngsten Bruder       | 26    |       |
| 4. Mai  | Johann Rudolf Fischer                 | Schweizer evangelischer Geistlicher                                 | 27    |       |
| 7. Mai  | Niccolò Piccinni                      | italienischer Komponist der Klassik                                 | 72    |       |
| 10. Mai | Jacques Mallet-du-Pan                 | französischer monarchistischer Journalist und Publizist             | 50    |       |
| 15. Mai | Friedrich Wilhelm Eichholz            | deutscher Liederdichter und Schriftsteller                          | 80    |       |
| 17. Mai | Christoph Girtanner                   | Schweizer Arzt, Chemiker und politisch-historischer Schriftsteller  | 39    |       |
| 18. Mai | Alexander Wassiljewitsch Suworow      | russischer Generalissimus                                           | 69    |       |
| 20. Mai | Moses Gill                            | US-amerikanischer Politiker                                         | 66    |       |
| 21. Mai | Carl August Ehrensvärd                | schwedischer Zeichner, Architekt und Kunsttheoretiker               | 55    |       |
| 21. Mai | Manuel de Escandón                    | Gouverneur von Nuevo Santander                                      |       |       |
| 23. Mai | Henry Cort                            | englischer Metallurg und Unternehmer; Erfinder des Puddelverfahrens |       |       |
| 24. Mai | Johann Christian Kestner              | deutscher Jurist und Archivar, Ehemann von Charlotte Buff           | 58    |       |
| 26. Mai | Curt Heinrich Gottlieb von Arnim      | preußischer Major                                                   | 64    |       |
| 26. Mai | Alonso Núñez de Haro y Peralta        | Erzbischof von Mexiko und Vizekönig von Neuspanien                  | 70    |       |
| 30. Mai | Johann Friedrich Hartmann             | deutscher Naturforscher                                             | 64    |       |
| 31. Mai | Sophie Friederike von Thurn und Taxis | deutsche Adlige aus dem Hause Thurn und Taxis                       | 41    |       |
| Mai     | Johann Nepomuk Maag                   | Kupferstecher und Zeichner in München                               |       |       |

## Juni
| Tag      | Name                                        | Beruf, bekannt als                                                       | Alter | Beleg |
| -------- | ------------------------------------------- | ------------------------------------------------------------------------ | ----- | ----- |
| 1. Juni  | Emil Philipp Friedrich von Ruits            | preußischer Generalleutnant, Kommandant von Glogau                       |       |       |
| 4. Juni  | Friedrich Eberhard Boysen                   | Evangelischer Theologe, Lehrer, Schriftsteller und Übersetzer            | 80    |       |
| 5. Juni  | Karl Wilhelm von Byern                      | preußischer Generalmajor, Chef des Kürassierregiments Nr. 6              | 63    |       |
| 5. Juni  | Friedrich von Kielmansegg                   | Jurist, Drost in Diensten des Kurfürstentums Hannover                    | 71    |       |
| 8. Juni  | Wilhelm Haas-Münch                          | Schweizer Erfinder einer verbesserten Druckerpresse                      | 58    |       |
| 10. Juni | Peter Engelbert Rübel                       | Bürgermeister in Elberfeld                                               | 63    |       |
| 10. Juni | Johann Abraham Peter Schulz                 | deutscher Musiker und Komponist                                          | 53    |       |
| 11. Juni | Maria Margarethe Danzi                      | deutsche Sopranistin und Komponistin                                     |       |       |
| 12. Juni | Johann Caspar Rommel                        | deutscher Orgelbaumeister                                                | 78    |       |
| 13. Juni | Aegidius Gillissen                          | niederländischer reformierter Theologe                                   | 87    |       |
| 14. Juni | Louis Charles Antoine Desaix                | französischer General                                                    | 31    |       |
| 14. Juni | Jean-Baptiste Kléber                        | französischer General                                                    | 47    |       |
| 17. Juni | Jakob Abraham                               | deutscher Medailleur                                                     |       |       |
| 18. Juni | Johann Christian Dieterich                  | deutscher Buchhändler und Verleger                                       | 78    |       |
| 18. Juni | Johann Rudolph von Skrbensky                | preußischer Landrat und Landschaftsdirektor                              |       |       |
| 19. Juni | Alois Ernst von Harrach zu Rohrau           | kaiserlicher Feldmarschall-Lieutenant sowie Komtur des Deutschen Ordenes | 71    |       |
| 20. Juni | Karl Adolf August von Eben und Brunnen      | preußischer General und Kommandeur des 2. Husaren-Regimentes             | 66    |       |
| 20. Juni | Abraham Gotthelf Kästner                    | deutscher Mathematiker und Dichter                                       | 80    |       |
| 22. Juni | Johann Balthasar Hundeshagen                | deutscher Jurist und Historiker                                          | 66    |       |
| 22. Juni | Dietrich von Werder                         | preußischer Beamter, Minister beim Generaldirektorium                    | 59    |       |
| 24. Juni | Charles Stewart                             | US-amerikanischer Politiker                                              |       |       |
| 26. Juni | Johann Jakob Haltiner                       | Schweizer Baumeister                                                     |       |       |
| 27. Juni | Théophile Malo Corret de la Tour d’Auvergne | französischer Offizier und Prähistoriker                                 | 56    |       |
| 27. Juni | William Cumberland Cruikshank               | britischer Chemiker und Anatom                                           |       |       |
| 28. Juni | Heinrich XI.                                | Fürst Reuß zu Greiz                                                      | 78    |       |
| 30. Juni | Thomas Townshend, 1. Viscount Sydney        | britischer Innenminister und Namensgeber für Sydney                      | 67    |       |

## Juli
| Tag      | Name                                      | Beruf, bekannt als                                                                | Alter | Beleg |
| -------- | ----------------------------------------- | --------------------------------------------------------------------------------- | ----- | ----- |
| 1. Juli  | Jean Claude Eléonore Le Michaud d’Arçon   | französischer General und Ingenieur                                               | 66    |       |
| 2. Juli  | Victor Louis                              | französischer Architekt                                                           |       |       |
| 6. Juli  | Ernst Sylvius von Prittwitz               | preußischer Generalleutnant und General-Adjutant                                  |       |       |
| 10. Juli | Arnold Nicolai Aasheim                    | norwegischer Arzt und Physiker                                                    | 51    |       |
| 12. Juli | Balthasar (II.) Freiherr von Campenhausen | russischer Senator, Geheimer Rat und Zivilgouverneur Livlands                     | 54    |       |
| 13. Juli | Heinrich Sebastian von Reppert            | preußischer Generalleutnant, Chef des Leibkarabinerregiments                      | 82    |       |
| 14. Juli | Lorenzo Mascheroni                        | italienischer Mathematiker                                                        | 50    |       |
| 18. Juli | John Rutledge                             | US-amerikanischer Politiker und Oberster Richter der Vereinigten Staaten          | 60    |       |
| 19. Juli | José de Rezabal y Ugarte                  | Gouverneur von Chile                                                              |       |       |
| 22. Juli | Christian Heinrich Schmid                 | deutscher Rechtswissenschaftler, Literaturwissenschaftler und Rhetoriker          | 53    |       |
| 24. Juli | Hans Jakob Escher vom Luchs               | Schweizer Richter und Politiker                                                   | 65    |       |
| 24. Juli | Karl Joseph von Hadik-Futak               | österreichischer Feldmarschallleutnant und Truppenführer in den Koalitionskriegen | 43    |       |
| 28. Juli | David Mathews                             | nordamerikanischer Rechtsanwalt, Bürgermeister von New York                       |       |       |
| 30. Juli | Giovanni Alessandro Brambilla             | italienischer Arzt und Militärchirurg                                             | 72    |       |

## August
| Tag        | Name                                             | Beruf, bekannt als                                                                               | Alter | Beleg |
| ---------- | ------------------------------------------------ | ------------------------------------------------------------------------------------------------ | ----- | ----- |
| 1. August  | Johann Horn                                      | Ritter der Bayerischen Tapferkeitsmedaille                                                       |       |       |
| 1. August  | Bernhard Friedrich Mönnich                       | deutscher Mathematiker und Naturwissenschaftler                                                  | 59    |       |
| 1. August  | Christian Zwilling                               | deutscher evangelischer Theologe und Pfarrer                                                     |       |       |
| 2. August  | Philipp Fischer                                  | deutscher Mediziner, Leibarzt des Kurfürsten von Bayern                                          | 56    |       |
| 3. August  | Carl Friedrich Christian Fasch                   | deutscher Musiker                                                                                | 63    |       |
| 3. August  | Friedrich Gilly                                  | deutscher Architekt und Baumeister                                                               | 28    |       |
| 5. August  | Johann Georg Büsch                               | deutscher Pädagoge und Publizist                                                                 | 72    |       |
| 5. August  | Otto Bernhard von Verdion                        | deutscher Hofbeamter, Schriftsteller und Rittergutsbesitzer                                      |       |       |
| 7. August  | Karl Anton von Martini                           | österreichischer Jurist und Rechtsphilosoph                                                      | 73    |       |
| 7. August  | Balthasar Philipp Rosenmeyer                     | deutscher Kaufmann und Politiker                                                                 | 86    |       |
| 11. August | Heinrich Christoph Albrecht                      | Philologe und deutscher Jakobiner                                                                |       |       |
| 11. August | Franz Karl Joseph Anton von Hompesch zu Bollheim | bayerischer Finanzminister                                                                       | 65    |       |
| 12. August | Anne-Catherine de Ligniville Helvétius           | französische Salonnière der Aufklärung                                                           | 78    |       |
| 14. August | Adolf Sylvius von Ohlen und Adlerscron           | preußischer Landrat                                                                              | 73    |       |
| 15. August | Alexander August Eberhard von der Lochau         | preußischer Generalmajor und Chef des 4. Artillerie-Regiments                                    |       |       |
| 16. August | Charles Louis L’Héritier de Brutelle             | französischer Botaniker                                                                          | 54    |       |
| 18. August | Arnulphe d’Aumont                                | französischer Mediziner, Beiträger zur Encyclopédie                                              |       |       |
| 18. August | Jeongjo                                          | 22. König der Joseon-Dynastie in Korea                                                           | 47    |       |
| 19. August | Zacharias Gerhard Diederich Baedeker             | deutscher Verlagsbuchhändler                                                                     | 49    |       |
| 20. August | Alexei Wassiljewitsch Naryschkin                 | russischer Staatsmann, Autor und Militärperson                                                   | 58    |       |
| 22. August | Nathaniel Freeman junior                         | US-amerikanischer Politiker                                                                      | 34    |       |
| 22. August | Jacob Albrecht von Sienen                        | deutscher Bürgermeister                                                                          | 76    |       |
| 24. August | Rawlins Lowndes                                  | US-amerikanischer Politiker                                                                      | 79    |       |
| 25. August | Elizabeth Montagu                                | englische Salondame, Schriftstellerin und Mäzenin                                                | 81    |       |
| 26. August | Ernst Friedrich                                  | Herzog von Sachsen-Coburg-Saalfeld                                                               | 76    |       |
| 26. August | Hirschel Levin                                   | Großrabbiner des Vereinigten Königreichs und Berlin, sowie Rabbiner von Halberstadt und Mannheim |       |       |
| 26. August | Johann Gottlieb Wilhelm von Manstein             | preußischer Generalleutnant                                                                      | 70    |       |
| 27. August | Peter Aloysius Marquis d’Agdollo                 | sächsischer Hofmeister                                                                           |       |       |
| 28. August | Sigmund von Renner                               | kaiserlich-königlicher General schweizerischer Herkunft                                          | 73    |       |
| 31. August | John Blair junior                                | US-amerikanischer Politiker und Jurist                                                           |       |       |

## September
| Tag           | Name                                  | Beruf, bekannt als                                                   | Alter | Beleg |
| ------------- | ------------------------------------- | -------------------------------------------------------------------- | ----- | ----- |
| 2. September  | Johann Gottfried Geißler              | Rektor der Fürstenschule Pforta                                      | 74    |       |
| 4. September  | Ignatius Michael III. Jarweh          | syrisch-katholischer Patriarch von Antiochien (1783–1800)            | 70    |       |
| 8. September  | Pierre Gaviniès                       | französischer Violinist und Komponist                                | 72    |       |
| 9. September  | Immanuel Friedrich Gregorius          | deutscher lutherischer Theologe und Historiker                       | 70    |       |
| 10. September | Nicolaus Anton Johann Kirchhof        | deutscher Kaufmann, Gelehrter und Senator in Hamburg                 | 75    |       |
| 10. September | Johann David Schoepf                  | deutscher Botaniker, Zoologe und Naturforscher                       | 48    |       |
| 10. September | Johann Christoph von Woellner         | preußischer Staatsmann und Pastor                                    | 68    |       |
| 11. September | Samuel Werenfels                      | Schweizer Barockarchitekt                                            | 80    |       |
| 17. September | Nathan Adler                          | Rabbiner von Frankfurt am Main                                       | 58    |       |
| 17. September | Johann Albrecht Euler                 | Astronom und Mathematiker                                            | 65    |       |
| 19. September | Sophie Brentano                       | Schwester von Clemens Brentano                                       | 24    |       |
| 19. September | François Véron Duverger de Forbonnais | französischer Ökonom, Enzyklopädist                                  | 77    |       |
| 19. September | Johann Gottfried Köhler               | deutscher Astronom                                                   | 54    |       |
| 20. September | Johann Ludwig Huber                   | deutscher Politiker, Jurist, Lyriker, Theologe und Philosoph         | 77    |       |
| 23. September | Dominique de La Rochefoucauld         | französischer Bischof                                                | 87    |       |
| 24. September | Johann Heinrich Ludwig Meierotto      | deutscher Geograph und Pädagoge                                      | 58    |       |
| 26. September | William Billings                      | US-amerikanischer Komponist                                          | 53    |       |
| 27. September | William Gibbons                       | US-amerikanischer Politiker                                          | 74    |       |
| 27. September | Hyacinthe Jadin                       | französischer Komponist und Professor                                | 24    |       |
| 28. September | Johann Gottlob Benjamin Pfeil         | deutscher Jurist und Schriftsteller                                  | 67    |       |
| 29. September | Michael Denis                         | österreichischer Jesuit, Autor, Übersetzer, Bibliothekar und Zoologe | 71    |       |
| 30. September | Johann Michael Adelpodinger           | österreichischer Architekt                                           |       |       |

## Oktober
| Tag         | Name                                              | Beruf, bekannt als                                                                        | Alter | Beleg |
| ----------- | ------------------------------------------------- | ----------------------------------------------------------------------------------------- | ----- | ----- |
| 1. Oktober  | Jakob Friedrich Grundmann                         | deutscher Holzblasinstrumentenmacher                                                      |       |       |
| 2. Oktober  | Johannes Frey                                     | Schweizer Theologe                                                                        | 57    |       |
| 3. Oktober  | Joachim Friedrich Lehzen                          | deutscher Pastor und Prediger                                                             | 65    |       |
| 4. Oktober  | Johann Hermann                                    | französischer Arzt, Naturforscher, Zoologe und Autor                                      | 61    |       |
| 4. Oktober  | Yoshio Kōsaku                                     | japanischer Dolmetscher                                                                   |       |       |
| 6. Oktober  | Ulysses von Salis-Marschlins                      | Bündner Politiker und Unternehmer                                                         | 72    |       |
| 7. Oktober  | Gabriel Prosser                                   | Anführer einer Sklavenrebellion in Virginia                                               |       |       |
| 8. Oktober  | Charles-Georges Fenouillot de Falbaire de Quingey | französischer Autor, Dramaturg und Enzyklopädist                                          | 73    |       |
| 8. Oktober  | Salawat Julajew                                   | baschkirischer Freiheitskämpfer und Dichter, Nationalheld von Baschkortostan              | 48    |       |
| 10. Oktober | Johann Anton Roetig                               | deutscher Uhrmacher                                                                       | 50    |       |
| 12. Oktober | Johann Hieronymus Chemnitz                        | deutscher Theologe und Naturforscher                                                      | 70    |       |
| 16. Oktober | Benjamin Huntington                               | US-amerikanischer Politiker                                                               | 64    |       |
| 19. Oktober | Renatus Karl von Senckenberg                      | deutscher Jurist, Schriftsteller und Stifter                                              | 49    |       |
| 25. Oktober | Johann Josef Batlogg                              | österreichischer Landammann und Militär                                                   | 49    |       |
| 25. Oktober | Friedrich Wilhelm von Ferber                      | kursächsischer Staatsmann, Hof- und Justizrat                                             | 68    |       |
| 25. Oktober | Johann Ehrenfried Pohl                            | deutscher Botaniker und Pathologe                                                         | 54    |       |
| 27. Oktober | Itō Jakuchū                                       | japanischer Maler                                                                         | 84    |       |
| 27. Oktober | Ernst Albrecht von Köckritz                       | preußischer Generalmajor und Kommandeur des Infanterieregiments „von Budberg“             |       |       |
| 27. Oktober | Vincenzo Ranuzzi                                  | italienischer Geistlicher, päpstlicher Diplomat, Bischof von Ancona e Numana und Kardinal | 74    |       |
| 28. Oktober | Artemas Ward                                      | US-amerikanischer Generalmajor im Unabhängigkeitskrieg und Politiker                      | 72    |       |
| 29. Oktober | Wilhelm Ferdinand Lipper                          | deutscher Architekt                                                                       | 67    |       |
| 30. Oktober | Christian August von der Marwitz                  | preußischer Generalmajor, Chef des Infanterieregiments Nr. 38                             | 64    |       |
| Oktober     | Adam Stanisław Krasiński                          | polnischer Geistlicher, römisch-katholischer Bischof, Adliger und Kronsekretär            | 86    |       |

## November
| Tag          | Name                                     | Beruf, bekannt als | Alter | Beleg |
| ------------ | ---------------------------------------- | --- | ----- | ----- |
| 1. November  | Friedrich Adolf van der Marck            | deutscher Juraprofessor | 81    |       |
| 2. November  | Peter Ewald von Malschitzky              | Inhaber des Kürassierregiment K 2, preußischer Generalmajor, 1792 Ritter des Orden Pour le Mérite                                                   | 69    |       |
| 2. November  | Johann David Späth                       | deutscher Orgelbauer | 74    |       |
| 5. November  | Jesse Ramsden                            | englischer Optiker und Hersteller mathematischer und optischer Instrumente                                                                          | 65    |       |
| 9. November  | Ludwig Fronhofer                         | deutscher Pädagoge und Schriftsteller | 54    |       |
| 9. November  | Claude-François de Lezay-Marnésia        | französischer Autor und Enzyklopädist | 65    |       |
| 9. November  | Christian Gottlieb Selle                 | deutscher Mediziner und Philosoph | 52    |       |
| 12. November | Ludwig Karl von Kalckstein               | preußischer Generalfeldmarschall, Gouverneur von Magdeburg                                                                                          | 75    |       |
| 13. November | Nicolas Custer                           | luxemburgischer römisch-katholischer Priester |       |       |
| 14. November | François-Claude-Amour de Bouillé         | französischer General | 60    |       |
| 14. November | Georg Ludwig Riedesel zu Eisenbach       | Offizier, 24. Hessischer Erbmarschall | 75    |       |
| 17. November | Ulrich von Raven                         | preußischer Offizier und Träger des Ordens Pour le Mérite                                                                                           | 33    |       |
| 20. November | Albrecht Ehrentreich von Rohr            | preußischer Generalmajor, Inspekteur des westpreußischen Infanterieregimenter, Chef des Infanterieregiments Nr. 54, Drost von Limberg und Hausberge | 79    |       |
| 22. November | Salomon Maimon                           | Philosoph und jüdischer Aufklärer |       |       |
| 22. November | Theobald Hilarius Marchand               | Theaterunternehmer in Mannheim und später in München                                                                                                |       |       |
| 23. November | Leopold von Clary und Aldringen          | böhmisch-österreichischer Justizminister | 64    |       |
| 28. November | Adrianus Broekman                        | alt-katholischer Bischof von Haarlem | 76    |       |
| 28. November | Sebastian Mutschelle                     | deutscher Theologe | 51    |       |
| 29. November | Gian Battista Frizzoni                   | Schweizer reformierter Pfarrer und Kirchenlieddichter                                                                                               | 73    |       |
| 30. November | Matthew Robinson-Morris, 2. Baron Rokeby | englischer Adeliger und Exzentriker | 87    |       |

## Dezember
| Tag          | Name                                               | Beruf, bekannt als                                                             | Alter | Beleg |
| ------------ | -------------------------------------------------- | ------------------------------------------------------------------------------ | ----- | ----- |
| 2. Dezember  | Jordi Bosch                                        | mallorquinischer Orgelbauer und königlich-spanischer Hoforgelbauer             | 61    |       |
| 2. Dezember  | Johann Ludwig von Eckardt                          | deutscher Rechtswissenschaftler                                                | 62    |       |
| 5. Dezember  | Jean Baptiste Audebert                             | französischer Naturforscher und Maler                                          | 41    |       |
| 6. Dezember  | Pierre Jean-Baptiste Legrand d’Aussy               | französischer Historiker, Romanist und Mediävist                               | 63    |       |
| 7. Dezember  | Wilhelm zu Innhausen und Knyphausen                | General der hessischen Hilfstruppen im nordamerikanischen Unabhängigkeitskrieg | 84    |       |
| 9. Dezember  | Georg Brockmann                                    | deutscher evangelisch-lutherischer Theologe                                    | 77    |       |
| 9. Dezember  | Bernhard Joseph Schleiß                            | kurpfälzischer Arzt und Freimaurer                                             | 69    |       |
| 10. Dezember | Jules Hercule Mériadec de Rohan, prince de Guéméné | Duc de Montbazon und Prince de Guéméné                                         | 74    |       |
| 12. Dezember | Carl Wilhelm von Bessel                            | preußischer Kammerbeamter                                                      | 73    |       |
| 13. Dezember | Johann Christoph Albers                            | deutscher Kaufmann                                                             | 59    |       |
| 16. Dezember | Peter Mayer                                        | deutscher Zeichner, Kupferstecher und Maler                                    |       |       |
| 17. Dezember | William Peery                                      | US-amerikanischer Politiker                                                    |       |       |
| 19. Dezember | Georg Peter Weimar                                 | deutscher Kantor und Komponist                                                 | 66    |       |
| 20. Dezember | Joseph Leonhard Banniza von Bazan                  | österreichischer Rechtswissenschaftler                                         | 67    |       |
| 21. Dezember | Thomas Hartley                                     | US-amerikanischer Politiker                                                    | 52    |       |
| 21. Dezember | Johann Jacobs                                      | deutscher Jesuit und Hochschullehrer                                           | 79    |       |
| 24. Dezember | Franz Ludwig Wimpffen                              | württembergischer Offizier                                                     |       |       |
| 26. Dezember | John Patten                                        | US-amerikanischer Politiker                                                    | 54    |       |
| 26. Dezember | Mary Robinson                                      | englische Schriftstellerin                                                     |       |       |
| 26. Dezember | Johann Goswin Widder                               | pfalz-bayerischer Beamter, Historiker, Topograph, Autor                        | 66    |       |
| 27. Dezember | Hugh Blair                                         | schottischer Geistlicher, Schriftsteller und Rhetoriker                        | 82    |       |
| 27. Dezember | Johann Christian Wilhelm Juncker                   | deutscher Mediziner und Hochschullehrer                                        | 39    |       |
| 27. Dezember | Aloys Emmerich von Locella                         | österreichischer Klassischer Philologe und Verwaltungsbeamter                  | 67    |       |
| 27. Dezember | Johann Heinrich Röding                             | deutscher Pädagoge und Dichter                                                 | 68    |       |
| 28. Dezember | Bernhard von Keeß                                  | österreichischer Offizier                                                      | 30    |       |
| 29. Dezember | Karl Benjamin Acoluth                              | deutscher Jurist und Schriftsteller                                            | 74    |       |
| 30. Dezember | Thomas Dimsdale                                    | britischer Mediziner und Pionier auf dem Gebiet der Pockenschutz-Impfung       |       |       |

## Datum unbekannt
| Tag | Name                                   | Beruf, bekannt als | Alter | Beleg |
| --- | -------------------------------------- | --- | ----- | ----- |
|     | Johann Christian Albrecht              | deutscher Musikschriftsteller und protestantischer Pfarrer                                                                                             |       |       |
|     | Marie Thérèse Françoise Boisselet      | Mätresse des französischen Königs Ludwig XV. |       |       |
|     | Bernhard von Brady                     | irischstämmiger Oberst und Ritter des Maria-Theresia-Ordens sowie Freiherr von Longthen                                                                |       |       |
|     | Karl Thomas Franz von Breuner          | österreichischer Adeliger, Präsident der innerösterreichischen Regierung, Appellationspräsident von Innerösterreich und Landeshauptmann der Steiermark |       |       |
|     | James Cox                              | englischer Uhrmacher |       |       |
|     | George Dixon                           | englischer Seefahrer und Entdecker |       |       |
|     | Louis Granier                          | französischer Geiger und Komponist |       |       |
|     | Rudolph Adam von Heßler                | Amtshauptmann des Erzgebirgischen Kreises im Kurfürstentum Sachsen und adliger Kreissteuereinnehmer                                                    |       |       |
|     | Joseph Ingraham                        | US-amerikanischer Kapitän und Entdecker |       |       |
|     | François Dominique Lesné               | französischer Mediziner und Chirurg |       |       |
|     | Ignaz Lumberger                        | deutscher Kommunalpolitiker |       |       |
|     | Georg Christian Luther                 | schlesisch-estländischer Unternehmer |       |       |
|     | Robert-André Andréa de Nerciat         | französischer Schriftsteller, Soldat, Architekt und Bibliothekar                                                                                       |       |       |
|     | Johann Carl Adolf von Nostitz          | deutscher Soldat und Rittergutsbesitzer |       |       |
|     | David Ross                             | US-amerikanischer Politiker |       |       |
|     | Jean-Joseph Rousseau                   | französischer Tenor | ≈39   |       |
|     | Linus Seif                             | deutscher Maler |       |       |
|     | Friedrich Sigmund von Sommerfeld       | preußischer Oberst und Regimentschef |       |       |
|     | August Wilhelm Bernhardt von Uechtritz | kursächsischer Offizier, Adelsgenealoge und Autor |       |       |
|     | Johann Baptist Weiß                    | deutscher Benediktiner, Priester, Lehrer und Schriftsteller                                                                                            |       |       |
|     | Friedrich Adolf von Zwanziger          | deutscher Diplomat und Politiker |       |       |